# Domaine de la Forêt (Roullet-Saint-Estèphe)
Le domaine de la Forêt est situé sur la commune de Roullet-Saint-Estèphe, en Charente, à quinze kilomètres au sud-ouest d'Angoulême, le long de la route nationale 10 entre Angoulême et Bordeaux.

## Historique
Le domaine consiste en une ferme du XIXe siècle et d'un parc. L'ensemble est situé au lieu-dit la Forêt, qui fait partie de la Forêt de Chardin, forêt qui appartenait autrefois au château de Fontfroide, situé dans l'ancienne commune de Saint-Estèphe et datant initialement du XVe siècle. Le château était un des nombreux rendez-vous de chasse de François Ier.
Le logis de la Forêt aurait été la demeure du garde-chasse du château. Il est situé le long de la route nationale 10, ancienne route royale construite au XVIIIe siècle, et a servi de relais de poste. 
Au XIXe siècle, d'après le propriétaire, le domaine a été acquis par monsieur Dougny, préfet de la Charente sous Charles X, et aurait servi de lieu de villégiature pour les préfets de Charente sous Charles X et Louis Philippe. Monsieur Dougny aurait composé le jardin. C'était aussi l'époque de la restauration de la cathédrale Saint-Pierre d'Angoulême par l'architecte Paul Abadie, et quelques pièces de la cathédrale ont été déposées dans le parc.
Le 11 décembre 1992, devant le projet d'élargissement de la route de Bordeaux, le jardin, comprenant ses clôtures, portail, niche et bassin, est protégé par inscription aux monuments historiques,.

## Architecture
L'ensemble paysager se compose de quatre espaces : la prairie et la cour d'honneur, situées au sud, le bois au  nord-ouest et le potager au nord-est. Les bâtiments consistent en un « logis » situé au sud-est, un ancien chai au sud et une ferme au sud-ouest, le tout construit au début du XIXe siècle. Le logis consiste en un corps de logis à un seul étage faisant face au sud, couvert en tuiles canal.
Les haies sont en buis taillé, espèce dominante du jardin. 
Le parc conserve de petits éléments romans issus du chantier de restauration de la cathédrale d'Angoulême, en particulier un chapiteau de colonne. Le jardin comporte aussi une niche (grotte) construite en pierre, et un escalier taillé dans le rocher.
Le domaine est privé et n'est pas ouvert à la visite.